# 050あんしんナンバー
050あんしんナンバーは、NTTコミュニケーションズが提供するIP電話サービスの一つ。
自分の携帯電話や固定電話の番号を相手に教えたくないとき、自分専用の公開用050番号を利用し、普段使用している電話に繋ぐことができる。また、留守番電話サービスも行っており、着信はメッセージ（留守番電話）センターで預かる。
OCNの顧客向けには、050あんしんナンバー for OCNを展開している。